# مون، حارس القمر
مون، حارس القمر (بالفرنسية: Mune, le Gardien de la Lune)‏ فيلم خيالي متحرك فرنسي من إنتاج ألكسندر إبويان وبينوا فيليب. عُرض العرض العالمي الأول للفيلم في 6 ديسمبر 2014 في منتدى الصور، وفي أوكرانيا - في 28 مايو 2015.

## القصة
تقع حادثة تضع كل من الشمس والقمر في خطر كبير، ويشمل هذا الخطر أحد أفراد التيتان، والذي يُدعى (نيكروس)، ويرغب في أن تكون الشمس له وحده، كي يتحكم في موازين الليل والنهار، وتظهر مساعدة جديدة من الطفل الشمعي (جليم) والمحارب (سوهون) الذي أصبح حارس الشمس، فيخرجان معًا في رحلة مثيرة لإعادة الشمس والقمر.

## روابط إضافيّة
- مون، حارس القمر على موقع IMDb (الإنجليزية)
- مون، حارس القمر على موقع ميتاكريتيك (الإنجليزية)
- مون، حارس القمر على موقع روتن توميتوز (الإنجليزية)
- مون، حارس القمر على موقع نتفليكس (الإنجليزية)
- مون، حارس القمر على موقع ألو سيني (الفرنسية)
- مون، حارس القمر على موقع أول موفي (الإنجليزية)
- مون، حارس القمر على موقع فيلمافينيتي (الإسبانية)
- مون، حارس القمر على موقع قاعدة بيانات الأفلام السويدية (السويدية)
- مون، حارس القمر على موقع قاعدة بيانات الفيلم (الإنجليزية)
- مون، حارس القمر على موقع ليتربوكسد (الإنجليزية)